# Preston St Mary
Preston St Mary – wieś w Anglii, w hrabstwie Suffolk, w dystrykcie Babergh. Leży 23 km na zachód od miasta Ipswich i 96 km na północny wschód od Londynu. W 2001 miejscowość liczyła 220 mieszkańców.